# Gmina Witnica
Die Gmina Witnica ist eine Stadt-und-Land-Gemeinde im Powiat Gorzowski der Woiwodschaft Lebus in Polen. Ihr Sitz ist die gleichnamige Stadt (deutsch Vietz) mit etwa 6800 Einwohnern.

## Geographie

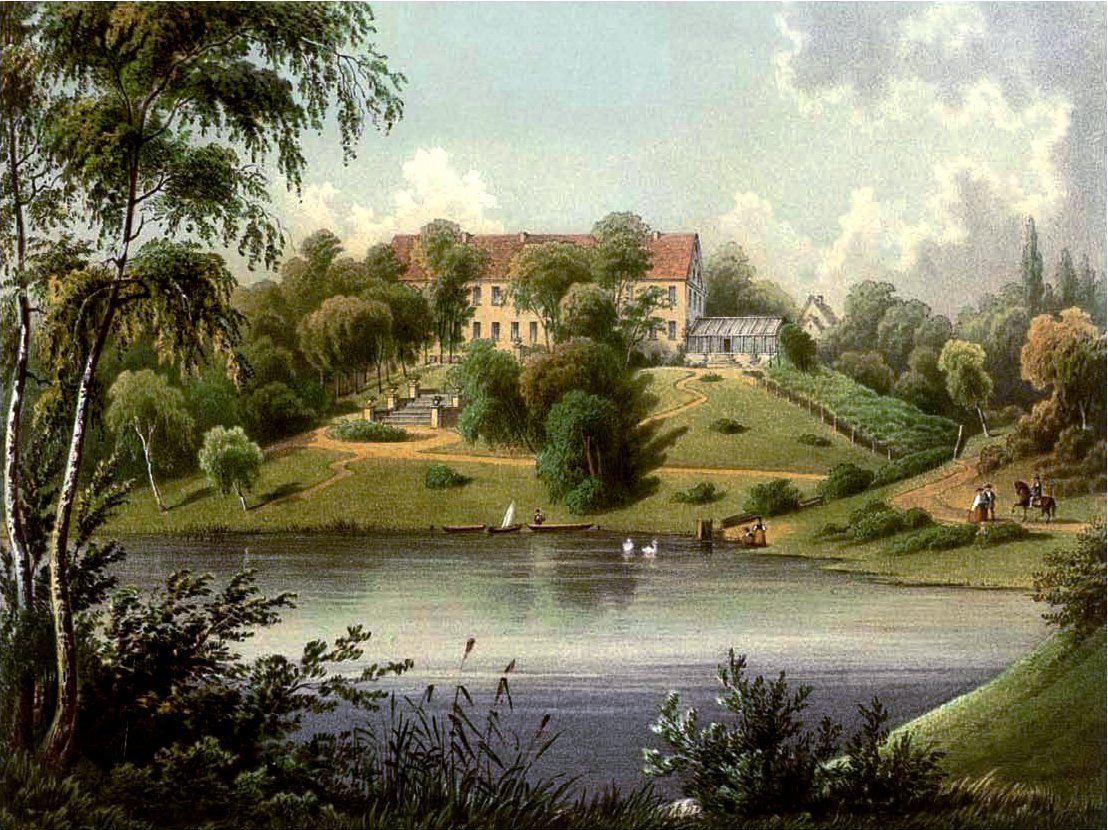
Gut Charlottenhof um 1860, Sammlung Alexander Duncker

Die Gemeinde liegt in der Neumark im Warthebruch. Sie grenzt im Westen an Kostrzyn nad Odrą (Küstrin) und Gorzów Wielkopolski (Landsberg an der Warthe) liegt etwa zehn Kilometer östlich.

## Gliederung
Die Stadt-und-Land-Gemeinde (gmina miejsko-wiejska) Witnica hat etwa 13.000 Einwohner und umfasst ein Territorium von 278 km². Dazu gehören neben der Stadt folgende 17 Dörfer (deutsche Namen, amtlich bis 1945) mit einem Schulzenamt:
- Białcz (Balz)
- Białczyk (Neu Balz)
- Boguszyniec (Brückendorf)
- Dąbroszyn (Tamsel)
- Kamień Mały (Stolberg in der Neumark)
- Kłopotowo (Schützensorge)
- Krześniczka (Wilkersdorf)
- Mosina (Massin)
- Mościce (Blumberg)
- Mościczki (Blumbergerbruch)
- Nowe Dzieduszyce (Neu Diedersdorf)
- Nowiny Wielkie (Döllensradung)
- Oksza (Woxholländer)
- Pyrzany (Pyrehne)
- Sosny (Charlottenhof)
- Stare Dzieduszyce (Alt Diedersdorf)
- Świerkocin (Fichtwerder)
- Fort Sarbinowo (Fort Zorndorf)
- Grudzia (Gernheim)

Weitere Orte ohne Schulzenamt sind:
- Bełczek (Pißmühlenbrücke)
- Dzięciołki (Dreiort)
- Długie (Försterei Dolgensee)
- Grzybno (Scharnhorst)
- Głębocko (Försterei Glambecksee)
- Głębokie (Glambecksee'er Theerofen)
- Jadowice (Haidehof)
- Jeleniec (Hirschgrund)
- Kamień Wielki (Groß Cammin)
- Kawczy Las (Glückauf)
- Kleczewko (Vietzer Schmelze)
- Kobyliniec (Hegemeisterei)
- Kociałek (Oberhaide)
- Kownatki (Entenwerder)
- Lagów (Logau)
- Łąki (Försterei Kienwerder)
- Lisi Kąt (Forsthaus Unterhaide)
- Ludzisław (Ludwigsgrund)
- Łupówko (Försterei Loppow)
- Mokronosy (Mühlenberg)
- Mościczki (Kirchenvorwerk)
- Niewiadów (Försterei Rehberg)
- Objezierze (Altes Vorwerk)
- Okółka (Reinikenhof)
- Okrąglica (Ludwigshof)
- Osmolin (Hinterbruch)
- Poźrzadło Las (Försterei Spiegel)
- Poźrzadło (Spiegel)
- Prądy (Schnellewarthe)
- Pszczelnik (Kleinheide)
- Pyrzanki (Pyrehner Holländer)
- Płowęsy (Stolberg West)
- Radogoszcz (Radorf)
- Rań (Groß Rehne)
- Rozstaje (Stern)
- Ścibiersko (Försterei Pechbruch)
- Sienicki Młyn (Sennewitz Mühle)
- Sucharzewo (Klein Vortheil)
- Tarnówek
- Tarnówka (Splinterfelde)
- Witniczka (Vietzer Feld)
- Wyrąb (Schneidemühle)
- Zagajno (Radewiesen)
- Zamęcie (Wiesenhaus)